# Calice Ligure
Calice Ligure es una localidad y comune italiana de la provincia de Savona, región de Liguria, con 1.643 habitantes.
Perteneció desde 1772 al Gran Ducado de Toscana y en 1847 fue transferido al Ducado de Módena. Doce años después pasaría a manos del Reino de Cerdeña.

## Evolución demográfica
| Gráfica de evolución demográfica de Calice Ligure entre 1861 y 2001 |
|                                                                     |
| Fuente ISTAT - elaboración gráfica de Wikipedia                     |